# Guettarda calcicola
Guettarda calcicola är en måreväxtart som beskrevs av Nathaniel Lord Britton. Guettarda calcicola ingår i släktet Guettarda och familjen måreväxter. Inga underarter finns listade i Catalogue of Life.